# Ernest Vaast
Ernest Vaast (28 d'octubre de 1922 - 10 d'abril de 2011) fou un futbolista francès de la dècada de 1940 i entrenador.
Fou 15 cops internacional amb la selecció francesa en els quals marcà 11 gols.
Pel que fa a clubs, defensà els colors de RC Paris com a principal club.